# Let's Go Crazy
« Let's Go Crazy » (en español: Hagamos locuras) es una canción de 1984 de Prince and The Revolution , del álbum Purple Rain . Fue la canción de apertura tanto del álbum como de la película Purple Rain . "Let's Go Crazy" fue una de las canciones más populares de Prince, y fue un elemento básico para las actuaciones de conciertos. Cuando se lanzó como sencillo, la canción se convirtió en el segundo hit número uno de Prince en el Billboard Hot 100 , y también encabezó las dos listas de componentes, las Hot R & B / Hip-Hop Songs [3] y Hot Dance Club Play , [4] además de convertirse en un éxito en el Top 10 del Reino Unido. El lado Bfue la líricamente controvertida " Ciudad Erótica ". En el Reino Unido, la canción se lanzó como doble A con " Take Me with U ".
Después de la muerte de Prince, la canción volvió a registrarse en el Billboard Hot 100 singles chart en el número 39 y subió al número 25 en la semana del 14 de mayo de 2016. Desde el 30 de abril de 2016, ha vendido 964,403 copias en los Estados Unidos.

## Estilo musical
La canción también fue notable por su apertura con un solo de órgano similar a un funeral con Prince dando el "elogio" por "esto que se llama vida". Las palabras de la introducción se superponen entre sí en una sola versión. La canción llega a su clímax con un patrón distintivo de batería y, a continuación, cuenta con una guitarra pesada outro conduce, batería electrónica, bajo y sintetizadores zumbido y un tambor climático outro. La percusión de la canción se programó con una caja de ritmos Linn LM-1, un instrumento frecuentemente utilizado en muchas de las canciones de Prince. La canción también es conocida por sus dos solos de guitarra interpretados por Prince.
- Datos: Q1139937